# FIFA 23
FIFA 23 és un videojoc de futbol fet per EA sports (Electrònic Arts). Aquest fou publicat a tot el món el dia 30 de setembre de l’any 2022.
23 és la 30a entrega de la saga FIFA, havent publicat 30 videojocs durant 30 anys seguits (FIFA 1993 - FIFA 23). FIFA 23 està disponible per a la majoria de plataformes de videojocs: PlayStation 4 & PlayStation 5, Xbox One & Xbox Series X/S, Nintendo Switch, PC i Google Stadia.

## Breu història de la saga FIFA

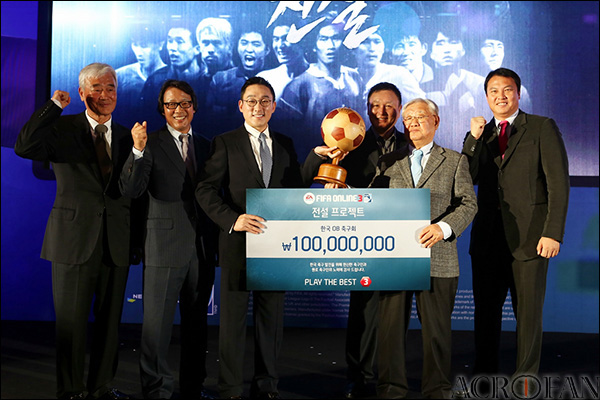

FIFA és una saga de videojocs implementada l'any 1993 amb la primera entrega del joc que es caracteritzava per la seva perspectiva isomètrica (aquesta perspectiva et dona una major profunditat en el joc, o sigui que dona un major realisme al videojoc). Però, no va ser fins al FIFA 2003, on es va presentar un canvi considerable en la dinàmica del joc. Aquest va ser el desè joc de la sèrie FIFA i el setè fet en 3D. En aquest van aparèixer Un ampli nombre de noves característiques: La lliga Club Championship va ser introduïda amb la possibilitat de jugar contra els millors 17 equips de UEFA, també va introduir els seus respectius estadis i torçades cantant temes i barres úniques. Unes cinemàtiques al millor estil televisiu a l'inici. També va haver l'estrena del seu aclamat Freestyle Control que permet realitzar uns moviments més suaus i realistes dins del Joc (filigranes incloses). FIFA 13 és la vintena edició de la sèrie de videojocs FIFA d'EA Sports. El joc va sortir a la venda el dia 25 de setembre de 2012 als Estats Units i el 28 de setembre de 2012 a Europa. Aquest FIFA no va haver-hi un gran canvi respecte a l'anterior (FIFA 2012) es van implementar algunes coses noves com són: l'atac intel·ligent, Regat més versàtil, Control al primer toc, jugades assajades a pilota aturada i algunes noves passades. Ara si venim amb FIFA 23 l'últim Joc de la saga FIFA, aquest Joc va sortir el 30 de setembre del 2022, aquest FIFA implementarà noves característiques respecte a l'anterior (FIFA 22).

## Noves Característiques implementades aquest FIFA 23

### Mode de joc del mundial

Mode de Joc del Mundial

Cada quatre anys es du a terme una competició mundial de futbol, on cada país lluita per aconseguir proclamar-se guanyador mundial del futbol.
Així que aquest any FIFA 23 introduirà els modes de joc de la Copa Mundial masculina i femenina, podent jugar amb les seleccions i replicar el que vindria a ser la Copa Mundial de la FIFA 2022, i la Copa Mundial Femenina de la FIFA 2023.

### Hipermotion2
El nou FIFA 23 es realitzarà amb HyperMotion 2, és una nova tecnologia de moviment molt avançada introduïda al joc. Els seus milers d'animacions estan gravades gràcies a uns vestits especials que monitoraven els moviments dels jugadors durant el partit disputat a la Romareda, l'estadi del Reial Zaragoza. Posteriorment, van ser introduïts al joc per tal que els jugadors tinguessin animacions més reals dins del Joc.

### Joc entre plataformes
El Joc entre plataformes és una nova mecànica introduïda dins del Joc, que a l'hora de jugar on-line ens permet fer-ho amb gent d'altres plataformes (però no totes), hi ha unes normes específiques Ex: Els de Playstation 4 només podran jugar amb els de Xbox One, però no podran jugar amb els de Playstation 5 o Xbox Series X/S, perquè aquest son de nova generació i no són compatibles.

### Els nous herois
Aquest any FIFA 23 ha firmat un acord amb Marvel que presentarà 21 herois nous dins del joc, aquests nous herois són: Lúcio, Jean-Pierre Papin, Rudi Völler, Diego Forlán, Rafael Márquez, Javier Mascherano, Ricardo Carvalho, Tomas Brolin, Harry Kewell, Yaya Touré, Claudi Marchisio, Landon Donovan, Joan Capdevila, Sidney Govou, Dirk Kuyt, Park Ji-sung, Włodzimierz Smolarek, Saeed Al-Owairan i Peter Crouch.

### Noves Llegendes i Llegendes Eliminades
FIFA 23 presenta tres noves icones a la seva col·lecció, aquestes són: Xabi Alonso, Gerd Müller i Jairzinho. Al igual que s'han afegit 3 nous icones hi ha 8 que han desaparegut del videojoc: Diego Maradona, Pep Guardiola, Filippo Inzaghi, Marc Overmars, Deco i Ryan Giggs. I hi ha dos que han fet la seva aparició com herois: Jay-Jay Okocha i Hidetoshi Nakata.

### Club de futbol Dones
Aquesta nova entrega (FIFA 23) de la sèrie de videojocs FIFA, serà la primera a introduir clubs de futbol femení. Les lligues presentades són: La FA Women's Super League (d'Anglaterra) i la French Division 1 Féminine. Són les que han tret en el llançament. En un futur EA es planteja afegir més lligues femenines dins del joc. Sam Kerr, que jugadora del Chelsea FC Women, és la primera noia en convertir-se en la portada mundial del joc FIFA 23.